# Sociologia marxista

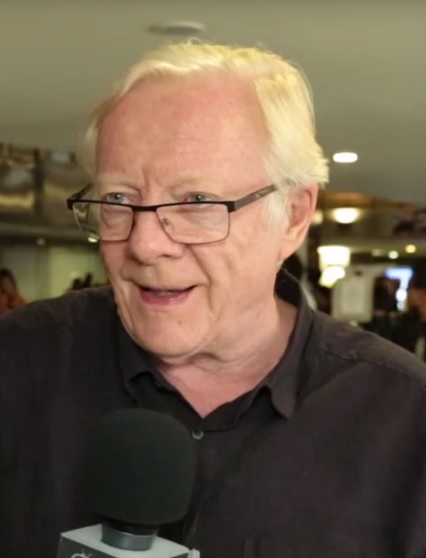
Fotografia del sociòleg marxista suec Göran Therborn.

La sociologia marxista és un terme que es fa servir per a la conducta de la sociologia des d'una perspectiva marxista. El marxisme est pot reconèixer com una filosofia política i una sociologia, en particular fins al punt que intenta quedar-se científic, sistemàtic i objectiu en comptes de purament normatiu i preceptiu. La sociologia marxista pot definir-se com "una forma de la teoria del conflicte associat amb... l'objectiu del marxisme de desenvolupar una ciència positiva empírica de la societat capitalista com a part de la mobilització d'una classe obrera". L'Associació Americana de Sociologia (ASA) té una secció dedicada als afers de la sociologia marxista; la secció "està interessada en com la investigació de perspicàcies de la metodologia marxista i l'anàlisi marxista poden ajudar a explicar la dinàmica complexa de la societat moderna". La sociologia marxista podria facilitar els desenvolupaments de la teoria crítica i estudis culturals com disciplines aproximadament diferents.

## Conceptes i afers
Els conceptes clau de la sociologia marxista inclouen: el materialisme històric, el mode de producció i la relació entre capital i feina. Aquesta sociologia està considerablement amoïnada per, però no pas limitada, les relacions entre la societat i l'economia. Qüestions clau quant a aquesta sociologia són:
- Com controla els treballadors el capital?
- Com influeix la classe social en el mode de producció?
- Quina és la relació entre treballadors, capital, l'Estat i la cultura?
- Com els factors econòmics influeixen en les desigualtats, incloent-hi els relacionats amb el gènere i raça?

Dins el camp de la teoria sociològica, la sociologia marxista, reconeguda com un dels paradigmes sociològics més importants, s'associa amb el conflicte i la teoria crítica.
Comparada amb el marxisme, aquesta sociologia ha demostrat posar relativament poca importància a la creació de la revolució proletària.
Comparada amb la filosofia marxista, la sociologia marxista pretén desenvolupar una ciència política econòmica de la societat en comptes d'una filosofia crítica de praxis.
Comparada amb la sociologia econòmica, es pot considerar la sociologia marxista com un subconjunt d'aquest camp, influenciada pel marxisme.

## Desenvolupament històric
La sociologia marxista va sorgir durant les acaballes del segle xix i començaments del xx, influenciada pel pensament de Karl Marx. Es considera Marx un dels pensadors més influents en la sociologia més recent, juntament amb pensadors com Max Weber i Émile Durkheim. La primera escola marxista de sociologia fou coneguda com l'Austromarxisme i pensadors marxistes importants d'aquest període inclouen Carl Grünberg i Antonio Labriola. Molt del desenvolupament en el camp de la sociologia marxista va tenir lloc als afores de l'acadèmia, i uns van enfrontar la sociologia marxista contra la sociologia burgesa d'altres.
Durant força temps aquesta divisió fou reforçada per la Revolució Russa, que dugué a terme la creació de la Unió Soviètica. Tanmateix, en poc temps la sociologia es convertí en una víctima de la investigació reprimida de la ciència de la burgesia als estats comunistes. Mentre que després de diverses dècades la sociologia va restablir-se als estats comunistes, dues corrents de pensament diferents van embolcallar aquesta sociologia: el marxisme soviètic, desenvolupat als estats comunistes del segle XX (principalment a l'URSS), servint els interessos estatals, i paral·litzat d'una manera significativa per adherència forçada al dogma de materialisme històric, i l'escola més independent se centrà en els estudis del marxisme a Occident.
Als estats postcomunistes ha estat un fort cop contra el pensament marxista a causa de la seva posició anterior de suport per l'estat, però el pensament marxista queda dominant en la investigació sociològica als països que encara són comunistes.